# 2821 Slávka
2821 Slávka è un asteroide della fascia principale. Scoperto nel 1978, presenta un'orbita caratterizzata da un semiasse maggiore pari a 2,4385999 UA e da un'eccentricità di 0,1975928, inclinata di 6,75238° rispetto all'eclittica.
L'asteroide è dedicato alla madre della scopritrice del corpo celeste.